# National Airways
National Airways, официально National Airways Corporation, — южноафриканская авиакомпания со штаб-квартирой в Йоханнесбурге. Занимается авиацией общего назначения, а именно чартерными пассажирскими и грузовыми рейсами самолётами и вертолётами, техническим и сервисным обслуживанием воздушных судов других перевозчиков, подготовкой и переподготовкой пилотов авиакомпаний, а также проведением маркетинговые исследования в области коммерческих перевозок по заказам других авиакомпаний. Чартерные пассажирские перевозки выполняет филиал NAC Charter.
Портом приписки National Airways и её главным транзитным узлом (хабом) является Аэропорт Лансерия в пригороде Йоханнесбурга, в качестве вторичных хабов используются Международный аэропорт Кейптаун, Международный аэропорт имени сэра Кхамы Серетсе в Габороне и Международный аэропорт имени Крюгера Мпумаланги в Нелспрейте.

## История
Авиакомпания National Airways была основана в начале 1946 года и начала операционную деятельность 25 мая того же года.
1 июля 1999 года National Airways была приобретена другой южноафриканской авиакомпанией Safair, входящей в авиационный холдинг Imperial Holdings Group. По состоянию на 2007 год основными собственниками авиакомпании являются холдинг Imperial Holding (68 %) и топ-менеджеры перевозчика (38 %).
По данным на март 2007 года в штате National Airways работало 320 сотрудников.

## Флот
По состоянию на март 2009 года флот авиакомпании National Airways составляли следующие воздушные суда:
- 1 × Bombardier Learjet 35A
- 1 × Cessna 208 Caravan
- 3 × Raytheon Beech King Air C90B
- 3 × Raytheon Beech King Air B200
- 2 × Raytheon Beech King Air 350
- 1 × Raytheon Premier IA
- 1 × Beechcraft 1300
- 5 × Raytheon Beech 1900C Airliner
- 16 × Raytheon Beech 1900D Airliner
- 1 × Beechcraft 400A